# Próxima
 (avril 2018).
Cet article concerne le film espagnol de 2008. Pour le film français de 2019, voir Proxima (film).
Pour les articles homonymes, voir Proxima.
Pour plus de détails, voir Fiche technique et Distribution.
Próxima est un film espagnol de science-fiction écrit et mis en scène par Carlos Atanes, et produit par Fortknox Audiovisual et Ciberpsique Audiovisual avec la collaboration de l'Université de Huelva et l'Association d’Anciens Élèves de l'Université de Huelva « 3 de marzo ».

## Synopsis
Le protagoniste de Próxima, Tony (Oriol Aubets), est le propriétaire d'un petit vidéoclub de cinéma fantastique qui se trouve au bord de la faillite ; la relation avec sa copine Natalia (Karen Owens) se détériore à cause d'intérêts contraires. Un jour, Tony assiste à une convention de science-fiction où un célèbre auteur parle de son dernier travail. Quand il monte sur scène, l'écrivain fait une surprenante déclaration : il n'écrira plus de romans, car il a découvert un moyen réel et simple de voyager vers les étoiles. Écoutez mon nouveau audio-livre et essayez-le vous-mêmes, dit-il. Cette affirmation osée n'est pas bien acceptée par ses fans mais, motivé par la curiosité, Tony achète le CD de Felix Cadecq pour le tester.
À partir de ce moment-là, la vie de Tony ne sera plus jamais la même : il expérimente d'étranges émotions, rencontre des gens bizarres qui assurent connaître la façon d'éviter la flotte blindée extraterrestre qui vient sur Terre et Tony finalement, commence un voyage vers Proxima Centauri. Mais ce qu'il rencontre là-bas n'est pas nécessairement ce qu'il attendait.

## Fiche technique
- Titre : Próxima
- Réalisation : Carlos Atanes
- Scénario : Carlos Atanes
- Costumes : Sandra Miralles
- Photographie : Joan Babiloni
- Montage : Carlos Atanes
- Musique : Xavier Tort, Thee Maldoror Kollective
- Production : Marta Timón et Manuel Masera
- Pays d'origine : Espagne
- Format : Couleurs - 35 mm - 1,78:1 - Stéréo
- Genre : science-fiction
- Durée : 116 minutes
- Date de sortie : 2008

## Production
Próxima est un film produit par Fortknox Audiovisual et Ciberpsique Audiovisual avec la collaboration de l'Université de Huelva et l'Association d’Anciens Élèves de l'Université de Huelva « 3 de marzo ». C'est le second long-métrage du réalisateur indépendant Carlos Atanes, auteur aussi du scénario, qui s'inscrit, à nouveau, dans le genre de la science-fiction, juste comme son opéra prima FAQ: Frequently Asked Questions. Notre metteur en scène insiste, encore une fois, dans la science-fiction, genre peu habituel dans l'industrie du cinéma espagnol.
Comme d'habitude dans la filmographie de ce réalisateur, le film est tourné en vidéo numérique (HDV, couleur, 116 min) et, dans cette occasion est muni de la direction de la photographie de Joan Babiloni (A.E.C.).  Son tournage, d'une durée estimée de deux mois, a eu lieu entre Catalogne et l'Andalousie, spécifiquement dans les provinces de Barcelone, Lérida et Huelva. Aux deux premières places se passent les scènes de la vie réelle de Tony, comme la fin de son vidéoclub ou sa rencontre avec « Le Messager » (Anthony Blake) dans El Invernal (petit ermitage à Lérida).  Dans la province d'Huelva se sont tournées les séquences extraterrestres du film. De la même façon, les scènes qui recréent la planète qui orbite l'étoile Proxima se passent-elles à la Corta Atalaya, bassin minier à Riotinto dans la chaîne de montagnes d'Aracena. Ce bassin-là est considéré comme un des plus anciens et grands du monde, dont les puits les plus importants, inondés par un lac acide, ont une mesure diamétrale de 1200 mètres, raisons pour lesquelles, il devienne un site drôle et incomparable.

## Sujets
Próxima est un film fantastique qui naît à partir de la vision d'un homme qui aime bien le genre, à travers laquelle l'action se présente suivant des sujets argumentaires caractéristiques de la science-fiction : la possibilité de casser l'espace-temps (et sa répercussion sociale), la réalité d'un futur pas du tout rose dont on peut s'échapper, le voyage vers un monde inconnu, la relation entre la réalité et l'onirique, etc. Tout ça, avec une nouvelle perspective qui acquiert une teinture de cru réalisme sur l'expérience de Tony dans le satellite qui orbite autour de Proxima, assez proche d'un western comme d'un voyage sidéral.
Le film a nombreuses références en ce qui concerne les fans du genre. C'est ainsi comme un des personnages principaux, “Felix Cadecq", qui initie le protagoniste au chemin pour faire la connaissance d'une civilisation plus avancée, c'est une copie de Philip K. Dick, célèbre auteur de romans de science-fiction, parmi lesquelles il convient souligner :  Le Maître du Haut Château, Rapport minoritaire et Les androïdes rêvent-ils de moutons électriques ? (point de départ de Blade Runner). La séquence où Felix Cadecq rend publique sa décision de quitter la littérature et la découverte d'un nouveau chemin vers les étoiles ressemble à l'anecdote réelle que Philip K. Dick avait protagonisé au Congrès de Science-Fiction de 1977, en Metz (France).
Mais on peut trouver aussi des allusions aux grands directeurs du genre comme Georges Méliès ou Segundo de Chomón, dont ses films admire spécialement notre protagoniste. Et la relation de dispute, sur quoi que la science-fiction soit, a aussi son espacement dans le film, avec les personnages fans de Star Wars et Star Trek.
En Août 2016, la revue Nature a rapporté la découverte de Proxima Centauri b, une planète en orbite autour de l'étoile Proxima Centauri des caractéristiques très semblables à celui dans le film.

## Distribution des rôles
Plus de deux-cents extras ont participé pendant le tournage de Próxima comme on peut le voir dans les scènes de la planète et du congrès de science-fiction. Voici la liste des acteurs et des rôles principaux :
- Oriol Aubets - Tony
- Anthony Blake - Le Messager
- Manuel Solàs - Felix Cadecq
- Abel Folk - Nestor
- Hans Richter - Gabriel
- Joan Frank Charansonnet - Lucas
- Karen Owens - Natalia
- Manuel Masera -  Goknur
- Beatriz Urzáiz – Ío
- Quim Castellà -  Teo
- Arantxa Peña – Susi
- Enric Cervera – Ricardo
- Alfonso Merelo – Directeur du Congrès
- Ernest Mascort – Client du vidéoclub
- Antonio Aroca – Client vidéoclub
- Paloma Merchan - Client du vidéoclub

## Bande son
Le compositeur barcelonais Xavier Tort et la bande de rock lyric-industriel de Turin, Thee Maldoror Kollective, furent les responsables de la création et de l'interprétation de la musique sur Próxima. Avec eux on trouve la figure de Manolo Tena, qui a donné son permis de mettre El único habitante de la Luna (Le seul habitant sur la Lune) aux producteurs pour les crédits de la fin.
La bande sonore de Próxima est caractérisée par le timbre personnel que ses créateurs lui ont donné. Selon les points de vue esthétique et sensoriel, on peut considérer que la musique (pour sa densité et son traitement instrumental) est parallèle aux séquences du film. Donc, on peut voir que tout au long de la première partie de Próxima prédomine la sonorité des instruments à percussion métallique — vibraphone, barres de fer — et même aussi des différents types de tambour (au milieu des orchestrations à cordes, bronzes, guitares dénaturées, synthétiseurs, etc.) en l'imprimant d'une sensation terrestre. Au cours du film et en voyant comme l'acteur principal se laisse faire dans le monde sidéral, la musique devient de plus en plus légère, en utilisant des cordes et les voix lyriques de mezzo et soprano pour le petit format. 
À la moitié de l'année 2007, la maison de disques Foreshadow Productions publie le CD Themes from Próxima, dont se trouvent les six (version amplifiée) que Thee Maldoror Kollective avait composé et joué pour le film.

## L'Accueil
De la même façon que c'était déjà passée avec FAQ: Frequently Asked Questions et, en général, avec toute la filmographie préalable de son réalisateur, l'accueil de Próxima par des festivals et de la critique a été plus enthousiaste à l'étranger qu'en Espagne. Próxima fait sa sortie dehors concours dans Fantasporto 2007, Porto International Film Festival. Après Próxima fut sélectionnée dans quelques festivals internationaux de cinéma de science-fiction, par exemple :
- Sci-Fi London, Festival International de Science-fiction et du Film fantastique de Londres ;
- Buenos Aires Rojo Sangre, Festival International de Cinéma Fantastique, Argentine ;
- ICON Festival International du Film Fantastique de Tel Aviv, Israël (avec la nomination aux prix ICON de cinéma fantastique) ;
- Montevideo Fantástico, Festival de Cinéma Fantastique, Uruguay ;
- HISPACON, Convention Espagnole de Science-fiction, Séville, Espagne ;
- EUROCON, Convention Européenne de Science-fiction, Copenhague, Danemark ;
- Planet Ant Film & Video Festival, Festival du Film Indépendant de Détroit, États-Unis.

En attendant d'être distribué à travers différentes plates-formes aux États-Unis, l'édition spéciale du dvd du film (sous-titré en anglais et en français) est disponible dès le 30 juin 2008, sur le site internet officiel, où on peut regarder le documentaire Made in Próxima et également d'autres extras, comme des bandes-annonces de la filmographie du réalisateur Carlos Atanes.

## Documentaires
Made in Próxima (un tournage de science-fiction), documentaire à la making-of, recueillie les expériences du tournage indépendant du film, les commentaires et les opinions des participants; le réalisateur Carlos Atanes, les producteurs, le musicien Xavier Tort et quelques acteurs, comme par exemple, Oriol Aubets, Karen Owens, Manuel Solàs, Joan Frank Charasonnet, Manuel Masera et Arantxa Peña.